# Patrizicampa
Patrizicampa es un género de dipluros en la familia Campodeidae.